# Phyllophaga jovelana
Phyllophaga jovelana är en skalbaggsart som beskrevs av Moron och María J. Cano 2000. Phyllophaga jovelana ingår i släktet Phyllophaga och familjen Melolonthidae. Inga underarter finns listade i Catalogue of Life.